# Fort-de-France
Fort-de-France er en mindre fransk provinsby. Den er hovedsæde i departementet Martinique.